# William B. Saxbe
William B. Saxbe (Mechanicsburg, 1916. június 24. – Mechanicsburg, 2010. augusztus 24.) az Amerikai Egyesült Államok szenátora (Ohio, 1969–1974).